# Carretera de Nebraska 70
La Carretera de Nebraska 70, y abreviada NE 70 (en inglés: Nebraska Highway 70) es una carretera estatal estadounidense ubicada en el estado de Nebraska. La carretera inicia en el Oeste desde la NE 2  , NE 92  este de Broken Bow hacia el Este en la NE 14  en Elgin. La carretera tiene una longitud de 186,4 km (115.80 mi).

## Mantenimiento
Al igual que las autopistas interestatales, y las rutas federales y el resto de carreteras estatales, la Carretera de Nebraska 70 es administrada y mantenida por el Departamento de Carreteras de Nebraska por sus siglas en inglés NDOR.

## Cruces
La Carretera de Nebraska 70 es atravesada principalmente por la  US 183  norte de Westerville
 NE 58  este de Arcadia
 NE 11  en Ord
 NE 91  oeste de Ericson
 US 281  este de Ericson.